# Impey River
Der Impey River ist ein Fluss im Westen des australischen Bundesstaates Western Australia.

## Geografie
Er entspringt an den Südhängen des Mount Murchison und fließt nach Westen bis zu seiner Mündung in den Murchison River.

## Geschichte
Der erste Europäer, der den Fluss entdeckte, war der Landvermesser Robert Austin auf seiner Expedition im Jahre 1857. Im Jahr darauf wurde der Fluss vom Entdecker Francis T. Gregory nach dem bekannten Geologen Sir Roderick Impay Murchison benannt.